# Guadeloupe unie, solidaire et responsable
Guadeloupe unie, solidaire et responsable (ancienne Guadeloupe unie, socialisme et réalités, GUSR) est un parti politique social-libéral guadeloupéen fondé en 1994 par Dominique Larifla, ancien député socialiste et ancien président du conseil départemental de la Guadeloupe.

## Idéologie
Le parti se veut « une organisation politique moderne dont l’objectif est de proposer aux Guadeloupéens une autre approche de la politique, de participer au débat public afin que soient mieux prises en compte les spécificités du territoire et de permettre à chacun d’être acteur du développement du Pays. »
Il est généralement décrit comme une organisation de gauche, proche pendant des années du Parti socialiste et du Parti radical de gauche, mais depuis le printemps 2017, il est proche de La République en marche.

## Élus

### Élections régionales de 2010
En désaccord avec la stratégie de Victorin Lurel de la FGPS, GUSR se présente sur la liste « La région Autrement » qui obtient 4 conseillers régionaux (Evita Chevry, Sylvie Dagonia, Jacques Kancel et David Nebor), mais aucun élu de GUSR.

### Élections législatives de 2012
Le parti voit s'affronter deux de ses membres dans la 3e circonscription de la Guadeloupe, la sortante Jeanny Marc et le maire de Baie-Mahault, Ary Chalus. À l'issue du second tour, Ary Chalus est élu député et siège dans le groupe radical. 

### Élections départementales de 2015
Les membres du GUSR élus à l'occasion de ce scrutin sont :
- Justin Dessout et Corinne Pétro[N 2], canton de Baie-Mahault-1;
- Juliana Gerty Dan et David Nebor, canton de Baie-Mahault-2;
- France-Lise Bernis et Jacques Gillot, canton du Gosier;
- Jean Bardail[N 3] et Marie-Chantal Saint-Sauveur, canton de Morne-à-l'Eau ;
- Guy Losbar[N 4] et Maryse Citronnelle, canton de Petit-Bourg ;
- Camille Élisabeth et Jeanny Marc, canton de Sainte-Rose-1 ;

### Élections régionales de 2015
La liste « Changez d'avenir » mené par le GUSR Ary Chalus remporte l'élection avec 98 464 voix (57,42%), contre celle du président sortant Victorin Lurel.

### Élections présidentielleetlégislatives de 2017
Le GUSR soutien dès le premier tour Emmanuel Macron pour l'élection présidentielle, Ary Chalus devient également porte parole officiel du candidat.
Pour les législatives, La République en marche et GUSR passent un accord, les trois premières circonscriptions étant attribuées au GUSR, avec Olivier Serva, Diana Perran et Nestor Luce, le GUSR soutenant le DVD-REM Aramis Arbau dans la 4e. Serva obtient 8 248 voix (43,7 %) et vire en tête, Perran en obtient 3 775 (18,75 %) et se qualifie pour le second tour, tandis que Luce, avec 2 621 voix (14,76 %), est en tête malgré ce faible score. De son côté, Arbau est deuxième avec 3 329 voix (18,64 %), avec une abstention record (plus de 75 %). De cet alliance, seul Olivier Serva est élu.

### Élections sénatoriales de 2017
Le parti est représenté au Sénat par Jacques Gillot de 2011 à 2017, ancien président du conseil général de la Guadeloupe. À l'issue des élections, le conseiller régional Dominique Théophile est élu sénateur et est membre du groupe La République en marche.

## Organisation
Le président du GUSR est, depuis le 26 octobre 2008, Guy Losbar, ancien maire de Petit-Bourg et conseiller général puis président du conseil départemental depuis 2021. Il a succédé à Dominique Théophile. Véronique Gréard et Thérèse Marianne Pépin en sont vice-présidentes.

## Résultats électoraux

### Élections législatives
| Année | 1er tour | 1er tour | 2d tour | 2d tour | Sièges | Rang | Gouvernement        |
| Année | Voix     | %        | Voix    | %       | Sièges | Rang | Gouvernement        |
| ----- | -------- | -------- | ------- | ------- | ------ | ---- | ------------------- |
| 1997  | 13 194   | 13,50    | 31 782  | 29,08   | 2 / 4  | 4e   | Opposition          |
| 2002  | 12 085   | 13,49    | 23 970  | 22,36   | 0 / 4  | 3e   | Extra-parlementaire |
| 2007  | 6 955    | 7,25     | 18 061  | 15,02   | 1 / 4  | 7e   | Opposition          |
| 2012  | 10 382   | 10,67    | 15 665  | 18,95   | 1 / 4  | 3e   | Opposition          |
| 2017  | 5 950    | 7,98     | 15 114  | 17,32   | 0 / 4  | 4e   | Extra-parlementaire |
| 2022a | 6 071    | 8,08     |         |         | 0 / 4  | 5e   | Extra-parlementaire |
| 2024  | 8 842    | 8,75     | 6 127   | 5,94    | 0 / 4  | 5e   | Extra-parlementaire |

a Au sein d'Ensemble.